# Habits
Habits è l'album di debutto del gruppo musicale statunitense Neon Trees, pubblicato il 16 marzo 2010 dalla Mercury Records.

## Tracce
Testi e musiche di Tyler Glenn, eccetto dove indicato.
1. Sins of My Youth – 3:38
2. Love and Affection – 3:03
3. Animal – 3:32 (Glenn, Campbell, Pagnotta)
4. Your Surrender – 3:40 (Glenn, S*A*M, Sluggo)
5. 1983 – 3:42 (Glenn, Campbell, Pagnotta)
6. Girls and Boys in School – 3:31
7. In the Next Room – 3:49 (Glenn, Campbell, Pagnotta)
8. Our War – 4:04

Tracce bonus nell'edizione ShockHound
1. Calling My Name – 3:22

Tracce bonus nell'edizione iTunes
1. Helpless – 2:53
2. Farther Down – 5:16

Tracce bonus nell'edizione australiana
1. Animal (Live from Apple Store) – 3:55
2. Animal (Music Video) – 3:22

## Formazione
- Tyler Glenn  – voce, tastiera, sintetizzatore
- Chris Allen  – chitarra
- Branden Campbell  – basso
- Elaine Bradley  – batteria, percussioni, voce secondaria

## Classifiche
| Classifica (2010)         | Posizione massima |
| ------------------------- | ----------------- |
| Stati Uniti               | 13                |
| Stati Uniti (rock)        | 28                |
| Stati Uniti (heatseekers) | 44                |
| Classifica (2011)         | Posizione massima |
| Australia                 | 39                |
| Regno Unito               | 59                |
| Regno Unito (download)    | 24                |